# Linux Audio Conference

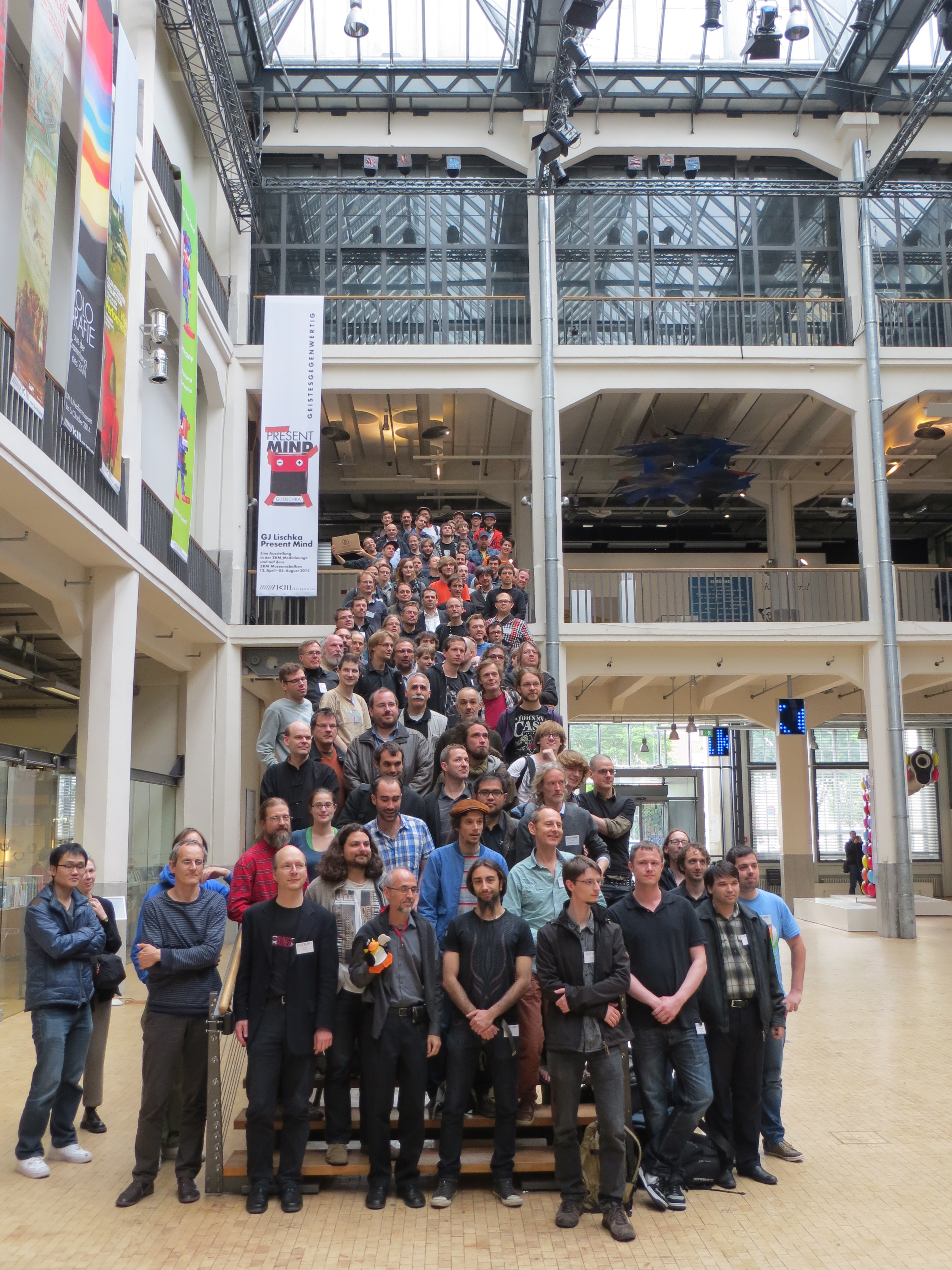
Teilnehmer der Linux Audio Conference 2014 am ZKM in Karlsruhe

Die Linux Audio Conference ist eine jährlich stattfindende Konferenzreihe über die Entwicklung und Anwendung von Musiksoftware für das Betriebssystem Linux.

## Geschichte
Die Linux Audio Conference begann 2002 und 2003 mit einem Stand zum Linuxtag unter dem Titel Linux Audio Developers. 2003 fand die zweitägige Linux Audio Developers Conference am ZKM in Karlsruhe statt. Seit 2005 trägt sie den Titel Linux Audio Conference.